# Palaemnema paulina
Palaemnema paulina är en trollsländeart som först beskrevs av Dru Drury 1773.  Palaemnema paulina ingår i släktet Palaemnema och familjen Platystictidae. IUCN kategoriserar arten globalt som livskraftig. Inga underarter finns listade i Catalogue of Life.